# Radu Lupu

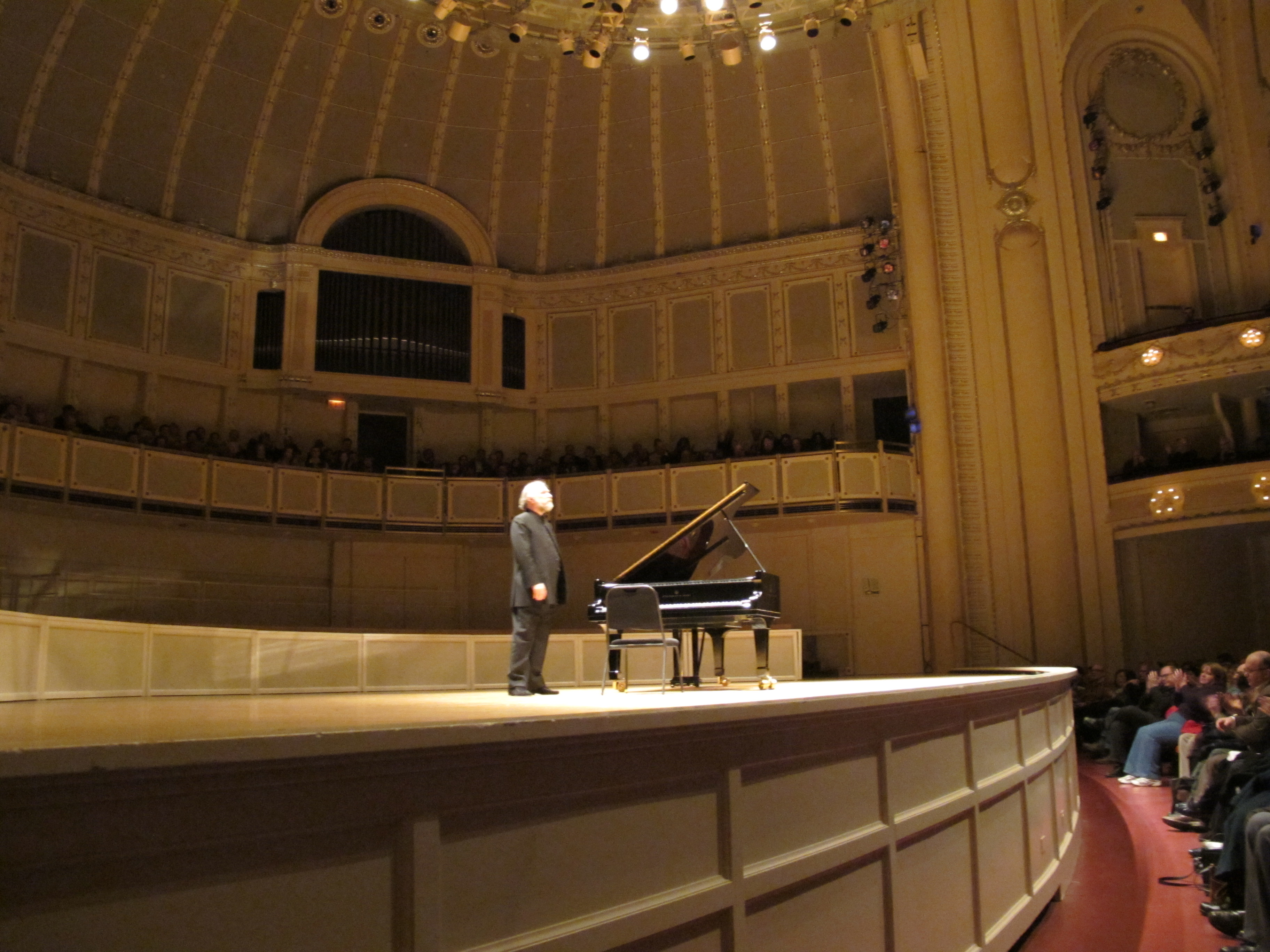
Lupu in 2010

Radu Lupu (Galați, 30 november 1945 – Lausanne, 17 april 2022) was een Roemeens pianist.

## Levensloop
Radu Lupu werd geboren in Galați als de zoon van Meyer Lupu en Ana Gabor. Hij begon met pianospelen op zesjarige leeftijd (bij Lia Busuioceanu), en maakte zijn officiële debuut toen hij twaalf jaar oud was. Hij zette zijn studie voort aan het conservatorium van Boekarest bij Florica Musicescu en Cella Delavrancea. In 1961 ging hij naar het conservatorium van Moskou, waar hij studeerde bij Galina Eghyazarova, Heinrich Neuhaus, en Stanislav Neuhaus.
Hij overleed na een lang ziekbed op 76-jarige leeftijd in zijn woonplaats Lausanne.

## Concerten en opnames
Hoewel hij met alle belangrijke orkesten in de wereld optrad, en op alle belangrijke festivals, had hij de enigszins teruggetrokken persoonlijkheid van een kluizenaar. Zijn concertuitvoeringen, weliswaar niet zeer frequent, werden zeer gewaardeerd. Hij stond vooral bekend om zijn interpretaties van de grote negentiende-eeuwse Duitse en Oostenrijkse componisten.
In 1970 maakte hij bij Decca een opname van Brahms’ intermezzo's opus 117. Alex Ross noemde die "een van de mooiste opnames ooit gemaakt".
Hij maakte zijn Amerikaanse debuut in 1972 met het Cleveland Orchestra, met als dirigent Daniel Barenboim in New York, en met het Chicago Symphony Orchestra met als dirigent Carlo Maria Giulini. Zijn debuut met het San Francisco Symphony Orchestra vond plaats in 1974; hij voerde toen het pianoconcert van Grieg uit met Seiji Ozawa als dirigent.

## Prijzen en onderscheidingen
- 1966. 1e plaats in de Van Cliburn International Piano Competition.
- 1969. 1e plaats in de George Enescu internationale wedstrijd.
- 1969. 1e plaats in de Leeds International Piano Competition.
- 1989. Abbiati prijs toegekend door de Italiaanse Recensenten Vereniging.
- 1995. De Edison voor Robert Schumann: Kinderszenen, Kreisleriana en Humoresque
- 1996. Grammy Award voor de best instrumentale Solisten Uitvoering (zonder orkest) voor Schubert: Pianosonates (B Flat Major and A Major).
- 2006. Arturo Benedetti Michelangeli prijs.